# 斯科特鎮區 (堪薩斯州斯科特縣)
斯科特鎮區（英語：Scott Township）是位於美國堪薩斯州斯科特縣的一個行政鎮區。

## 地方資料
斯科特鎮區的面積為200.60平方千米，當中陸地面積為200.60平方千米，而水域面積為0.00平方千米。根據2010年美國人口普查的數據，當地共有人口230人，而人口密度為每平方千米1.15人。

## 外部連結
- US-Counties.com
- City-Data.com （页面存档备份，存于）